# Rue Ferdinand-de-Béhagle
La rue Ferdinand-de-Béhagle est une voie située dans le quartier de Picpus du 12e arrondissement de Paris.

## Situation et accès
La rue Ferdinand-de-Béhagle est accessible à proximité par la ligne de métro 8 à la station Porte de Charenton, par la ligne 3a du tramway à l'arrêt Porte de Charenton.

## Origine du nom
Elle tient son nom de l'explorateur français Ferdinand de Béhagle (1857-1899), en raison de la proximité du Palais de la Porte Dorée qui abritait, vers 1931, le musée des Colonies.

## Historique
Cette rue, ouverte en 1932 sur une partie de l'emplacement du bastion no 4 de l'enceinte de Thiers, prend son nom actuel par arrêté du 3 février 1936. 

## Bâtiments remarquables et lieux de mémoire
- La rue donne accès au cimetière Valmy (cimetière parisien de la commune de Charenton-le-Pont) et au bois de Vincennes, ainsi qu'à l'une des gares routières secondaires de Paris. Elle longe également l'important complexe sportif du stade Léo-Lagrange.